# Marofoty
Marofoty is een plaats en commune in het zuiden van Madagaskar, behorend tot het district Toliara II, dat gelegen is in de regio Atsimo-Andrefana. Tijdens een volkstelling in 2001 telde de plaats 17.005 inwoners.
De plaats biedt naast lager onderwijs ook middelbaar onderwijs aan. 80% van de bevolking werkt als landbouwer en 15% houdt zich bezig met veeteelt. De belangrijkste landbouwproducten zijn mais en katoen; andere belangrijke producten zijn suikerriet en maniok. Verder is 5% actief in de dienstensector.